# جوان زوتمان
جوان زوتمان (بالإنجليزية: Johan Zoutman)‏‏ (10 مايو 1724 - 7 مايو 1793 في لاهاي) ضابط من هولندا.